# Championnats nationaux de cyclisme sur route en 2009
Navigation
2008 2010
Les championnats nationaux de cyclisme sur route en 2009 ont commencé dès janvier pour l'Australie et la Nouvelle-Zélande. La plupart des championnats nationaux de cyclisme ont lieu aux mois de juin et juillet.

## Champions 2009

### Élites hommes
| Pays                       | Course en ligne          | Contre-la-montre         |
| -------------------------- | ------------------------ | ------------------------ |
| Afrique du Sud             | Jamie Ball               | Jacobus Venter           |
| Albanie                    | Eugert Zhupa             | Eugert Zhupa             |
| Allemagne                  | Martin Reimer            | Bert Grabsch             |
| Andorre                    |                          | David Albós              |
| Antigua-et-Barbuda         | Godfrey Pollydore        | Robert Marsh             |
| Antilles néerlandaises     | Jerry Otten              | Jerry Otten              |
| Argentine                  | Facundo Bazzi            | Juan Curuchet            |
| Australie                  | Peter McDonald           | Michael Rogers           |
| Autriche                   | Markus Eibegger          | Matthias Brändle         |
| Bahamas                    | Tracey Sweeting          | Mark Holowesko           |
| Belgique                   | Tom Boonen               | Maxime Monfort           |
| Belize                     | Marlon Castillo          | Ernest Dwayne Meighan    |
| Bermudes                   | Scott Williams           | Garth Thomson            |
| Biélorussie                | Yauheni Hutarovich       | Branislau Samoilau       |
| Bolivie                    | Arnold Zapata            | Arnold Zapata            |
| Brésil                     | Alex Arseno              | Rodrigo Nascimento       |
| Bulgarie                   | Ivaïlo Gabrovski         | Pavel Chumanov           |
| Burkina Faso               | Rabaki Jérémie Ouedraogo | Pas organisé             |
| Cameroun                   | Sadrak Teguimaha         | Pas organisé             |
| Canada                     | Guillaume Boivin         | Svein Tuft               |
| Chili                      | José Aravena             | Jorge Contreras          |
| Chine                      | Xu Gang                  | Li Fuyu                  |
| Chypre                     | Vassílis Adámou          | Vassílis Adámou          |
| Colombie                   | Óscar Álvarez            | Santiago Botero          |
| Corée du Nord              | Ri Ho-nam                | Kim Chol-ryong           |
| Costa Rica                 | Henry Raabe              | José Adrián Bonilla      |
| Côte d'Ivoire              | Issiaka Fofana           | Pas organisé             |
| Croatie                    | Kristijan Đurasek        | Bruno Radotić            |
| Danemark                   | Matti Breschel           | Lars Ytting Bak          |
| Émirats arabes unis        | Mohamed Hasan Al Marwi   | Badr Mirza               |
| Équateur                   | Annulé                   | Roberto Quistial         |
| Espagne                    | Rubén Plaza              | Alberto Contador         |
| Estonie                    | Rein Taaramäe            | Rein Taaramäe            |
| États-Unis                 | George Hincapie          | David Zabriskie          |
| Fidji                      | Mesaka Yalidole          | Pas organisé             |
| Finlande                   | Kjell Carlström          | Jarmo Rissanen           |
| France                     | Dimitri Champion         | Jean-Christophe Péraud   |
| Grèce                      | Ioánnis Drakákis         | Ioánnis Tamourídis       |
| Ghana                      | Samuel Anim              | Pas organisé             |
| Guatemala                  | Rolando Solomán          | Rodrigo Castillo         |
| Guyana                     | Warren Christopher McKay | Pas organisé             |
| Grande-Bretagne            | Kristian House           | Bradley Wiggins          |
| Hongrie                    | Istvan Cziraki           | Rida Cador               |
| Îles Caïmans               | Pas organisé             | Jerome Ameline           |
| Îles Vierges américaines   | Robert Bumann            | Pas organisé             |
| Îles Vierges britanniques  | Chris Ghiorse            | Orano Andrews            |
| Iran                       | Rahim Ememi              | Mahdi Sohrabi            |
| Irlande                    | Nicolas Roche            | David McCann             |
| Islande                    | Pálmar Kristmundsson     | Hafsteinn Ægir Geirsson  |
| Israël                     | Avichai Grinberg         | Ayetor Azfiazo           |
| Italie                     | Filippo Pozzato          | Marco Pinotti            |
| Japon                      | Taiji Nishitani          | Kazuhiro Mori            |
| Kazakhstan                 | Dmitriy Fofonov          | Andrey Mizourov          |
| Kirghizistan               | Eugen Wacker             | Eugen Wacker             |
| Lesotho                    | Makhashe Ramolungoa      | Makhashe Ramolungoa      |
| Lettonie                   | Oļegs Meļehs             | Raivis Belohvoščiks      |
| Liechtenstein              | Hans Burkard             | Hans Burkard             |
| Liban                      | Zaher El Hage            | Zaher El Hage            |
| Lituanie                   | Egidijus Juodvalkis      | Ignatas Konovalovas      |
| Libye                      | Amin El Kilani           | Fethi Ahmed Atunsi       |
| Luxembourg                 | Andy Schleck             | Kim Kirchen              |
| Madagascar                 | Jean Rakotondrasoa       | Jean Rakotondrasoa       |
| Malaisie                   | Wan Mohammed Najmee      | Pas organisé             |
| Malte                      | Maurice Formosa          | Steve Sciberras          |
| Maroc                      | Adil Jelloul             | Pas organisé             |
| Maurice                    | Thomas Desvaux           | Yannick Lincoln          |
| Mexique                    | Florencio Ramos          | Ignacio Sarabia          |
| Moldavie                   | Oleg Berdos              | Serghei Tvetcov          |
| Mongolie                   | Boldbaatar Bold-Erdene   | Boldbaatar Bold-Erdene   |
| Namibie                    | Tjipee Murangi           | Erik Hoffmann            |
| Nicaragua                  | Walter José Gaytán       | Manuel Hernández         |
| Norvège                    | Kurt Asle Arvesen        | Edvald Boasson Hagen     |
| Nouvelle-Zélande           | Gordon McCauley          | Jeremy Vennell           |
| Ouzbékistan                | Sergueï Lagoutine        | Vladimir Tuychiev        |
| Panama                     | Fernando Ureña           | Mohamed Méndez           |
| Paraguay                   | Fernando Rolón           | Juan Pablo Villamayor    |
| Pays-Bas                   | Koos Moerenhout          | Stef Clement             |
| Pérou                      | Alejandro Ancco          | John Cunto               |
| Pologne                    | Krzysztof Jeżowski       | Maciej Bodnar            |
| Porto Rico                 | Edgardo Richiez          | Edgardo Richiez          |
| Portugal                   | Manuel António Cardoso   | Tiago Machado            |
| Qatar                      | Tareq Esmaeili           | Pas organisé             |
| République tchèque         | Martin Mareš             | František Raboň          |
| Roumanie                   | Andrei Nechita           | Gabriel Sorin Pop        |
| Russie                     | Sergueï Ivanov           | Artem Ovechkin           |
| Saint-Christophe-et-Niévès | Reggie Douglas           | Reggie Douglas           |
| Salvador                   | Reynaldo Murillo         | Mario Wilfredo Contreras |
| Sao Tomé-et-Principe       | Pas organisé             | Edjmer Amado Sousa       |
| Serbie                     | Ivan Stević              | Žolt Der                 |
| Seychelles                 | Andy Rose                | Andy Rose                |
| Singapour                  | Ji Wen Low               | Pas organisé             |
| Slovaquie                  | Martin Velits            | Roman Broniš             |
| Slovénie                   | Blaž Jarc                | Janez Brajkovič          |
| Suède                      | Marcus Ljungqvist        | Alexander Wetterhall     |
| Suisse                     | Fabian Cancellara        | Rubens Bertogliati       |
| Suriname                   | Jair Tjon En Fa          | Moses Rickets            |
| Taïwan                     | Chun Kai Feng            | Pas organisé             |
| Trinité-et-Tobago          | Adam Alexander           | Colin Wilson             |
| Tunisie                    | Maher Hasnaoui           | Pas organisé             |
| Turquie                    | Mastafa Güler            | Muhammet Eyüp Karagöbek  |
| Ukraine                    | Volodymyr Starchyk       | Andriy Grivko            |
| Uruguay                    | Néstor Martín Aquino     | Daniel Fuentes           |
| Venezuela                  | Honorio Machado          | José Rujano              |
| Zimbabwe                   | Conway Mohamed           | Pas organisé             |

### Élites femmes
| Pays                      | Course en ligne          | Contre-la-montre         |
| ------------------------- | ------------------------ | ------------------------ |
| Afrique du Sud            | Lynette Burger           | Cashandra Slingerland    |
| Allemagne                 | Ina-Yoko Teutenberg      | Trixi Worrack            |
| Antigua-et-Barbuda        | Tamiko Butler            | Tamiko Butler            |
| Antilles néerlandaises    | Gerda Fokker             | Gerda Fokker             |
| Argentine                 | Carla Álvarez            | Valeria Muller           |
| Australie                 | Carla Ryan               | Carla Ryan               |
| Autriche                  | Christiane Soeder        | Christiane Soeder        |
| Bahamas                   | Pas organisé             | Helen Vincent            |
| Belgique                  | Ludivine Henrion         | Liesbet De Vocht         |
| Biélorussie               | Tatsiana Sharakova       | Tatsiana Sharakova       |
| Belize                    | Shalini Zabaneh          | Shalini Zabaneh          |
| Bermudes                  | Deanna McMullen-Thomson  | Deanna McMullen-Thomson  |
| Brésil                    | Janildes Fernandes Silva | Aline Paroliz            |
| Canada                    | Alison Testroete         | Tara Whitten             |
| Chili                     | Romina Díaz              | Claudia Aravena          |
| Colombie                  | Daniela Salazar          | Paola Madriñán           |
| Corée du Nord             | Pak Pong-sim             | Pak Pong-sim             |
| Costa Rica                | Mayra Chinchilla         | Rebeca Gonzalez          |
| Croatie                   | Marina Boduljak          | Mia Radotić              |
| Danemark                  | Linda Villumsen          | Linda Villumsen          |
| Espagne                   | Marta Vilajosana Andreu  | Débora Gálvez            |
| Estonie                   | Maaris Meier             | Liisa Ehrberg            |
| États-Unis                | Meredith Miller          | Jessica Phillips         |
| Finlande                  | Carina Ketonen           | Heljä Korhonen           |
| France                    | Christel Ferrier-Bruneau | Jeannie Longo            |
| Grande-Bretagne           | Nicole Cooke             | Emma Pooley              |
| Grèce                     | Elissavet Chantzi        | Elissavet Chantzi        |
| Guatemala                 | Pas organisé             | Cindy Morales            |
| Guyana                    | Narcia Dick              | Pas organisé             |
| Hongrie                   | Mónika Király            | Anikó Révész             |
| Îles Vierges britanniques | Sally Blackmore          | Sally Blackmore          |
| Irlande                   | Heather Wilson           | Olivia Dillon            |
| Islande                   | Eva Margrét Einarsdóttir | Karen Axelsdóttir        |
| Israël                    | Leah Goldstein           | Leah Goldstein           |
| Italie                    | Monia Baccaille          | Noemi Cantele            |
| Japon                     | Kanako Nishi             | Mayuko Hagiwara          |
| Kazakhstan                | Natalya Stefanskaya      | Mariya Slokotovich       |
| Lettonie                  | Pas organisé             | Ivanda Eiduka            |
| Lituanie                  | Rasa Leleivytė           | Diana Žiliūtė            |
| Luxembourg                | Nathalie Lamborelle      | Christine Majerus        |
| Malaisie                  | Noor Azian Alias         | Pas organisé             |
| Malte                     | Danica Spiteri           | Pas organisé             |
| Mexique                   | Verónica Leal Balderas   | Verónica Leal Balderas   |
| Mongolie                  | Dschamsran Ölzii-Solongo | Boldbaatar Bold-Erdene   |
| Namibie                   | Carmen Bassingthwaighte  | Chermaine Shannon        |
| Norvège                   | Linn Torp                | Gunn Hilleren            |
| Nouvelle-Zélande          | Melissa Holt             | Melissa Holt             |
| Paraguay                  | Claudia Martínez         | Claudia Martínez         |
| Pays-Bas                  | Marianne Vos             | Regina Bruins            |
| Pérou                     | María del Pilar Avendaño | María del Pilar Avendaño |
| Pologne                   | Malgorzata Jasinska      | Bogumiła Matusiak        |
| Portugal                  | Esther Alves             | Esther Alves             |
| République tchèque        | Martina Ruzickova        | Tereza Huríková          |
| Roumanie                  | Enikő Nagy               | Enikő Nagy               |
| Russie                    | Yulia Ilinykh            | Tatiana Antoshina        |
| Saint-Kitts-et-Nevis      | Kathryn Bertine          | Kathryn Bertine          |
| Sainte-Lucie              | Kurt Maraj               | Kurt Maraj               |
| Salvador                  | Evelyn García            | Evelyn García            |
| Serbie                    | Jovana Krtinić           | Jovana Krtinić           |
| Slovaquie                 | Monika Kadlecová         | Alžběta Pavlendová       |
| Slovénie                  | Sigrid Corneo            | Tjaša Rutar              |
| Suède                     | Jennie Stenerhag         | Emilia Fahlin            |
| Suisse                    | Jennifer Hohl            | Karin Thürig             |
| Suriname                  | Jo-Ann Veldhuizen        | Jo-Ann Veldhuizen        |
| Trinité-et-Tobago         | Donna Pollard            | Chloe Hosein             |
| Tunisie                   | Islam Yazidi             | Pas organisé             |
| Turquie                   | Esra Kürkçü              | Esra Kürkçü              |
| Ukraine                   | Evgenia Vysotskaya       | Evgenia Vysotskaya       |
| Venezuela                 | María Elena Briceño      | Danielys García          |
| Zimbabwe                  | Linda Davidson           | Pas organisé             |

### Moins de 23 ans - hommes
| Pays             | Course en ligne      | Contre-la-montre   |
| ---------------- | -------------------- | ------------------ |
| Afrique du Sud   | Christopher Jennings | Jacobus Venter     |
| Argentine        | Román Mastrángelo    | Román Mastrángelo  |
| Australie        | Jack Bobridge        | Jack Bobridge      |
| Belgique         | Dimitri Claeys       | Julien Vermote     |
| Brésil           | Cristian Egídio      | Patrick Oyakaua    |
| Canada           | Guillaume Boivin     | David Veilleux     |
| Colombie         | Jaime Vergara        | Nairo Quintana     |
| Danemark         | Rasmus Guldhammer    | Jimmi Sørensen     |
| Équateur         | Pas organisé         | Roberto Quistial   |
| États-Unis       | Alex Howes           | Peter Stetina      |
| France           | Alexandre Lemair     | Romain Lemarchand  |
| Grande-Bretagne  | Peter Kennaugh       | Alex Dowsett       |
| Italie           | Andrea Zontan        | Alfredo Balloni    |
| Japon            | Eiichi Hirai         | Yoshiaki Shimada   |
| Lettonie         | Viesturs Lukševics   | Indulis Bekmanis   |
| Norvège          | Alexander Kristoff   | Pas organisé       |
| Nouvelle-Zélande | James Williamson     | Michael Torckler   |
| Pays-Bas         | Steven Kruijswijk    | Dennis van Winden  |
| Ouzbékistan      | Temur Mukamedov      | Pas organisé       |
| Pologne          | Michał Kwiatkowski   | Jarosław Marycz    |
| Portugal         | Pas organisé         | Nélson Oliveira    |
| Russie           | Andrey Solomennikov  | Timofey Kritskiy   |
| Slovaquie        | Matej Vyšná          | Jakub Novák        |
| Suède            | Pas organisé         | Tobias Ludvigsson  |
| Suisse           | Silvan Dillier       | Nicolas Schnyder   |
| Ukraine          | Igor Dementev        | Mykhailo Kononenko |